# Pentax Electro Spotmatic
Pentax Electro Spotmatic — малоформатный однообъективный зеркальный фотоаппарат семейства Spotmatic, выпускавшийся компанией Asahi Optical в Японии c 1971 до 1972 года. На внешнем рынке камера продавалась под названием Asahi Pentax ES до 1973 года. Первая в мире серийная камера с автоматическим управлением экспозицией в режиме приоритета диафрагмы, реализованным на основе TTL-экспонометра.

## История появления
Процесс фотосъёмки давно старались автоматизировать. На выставке «Photokina»-66 Asahi Optical представила два необычных прототипа: Asahi Pentax Metalica II и Asahi Pentax Memorica. Первый был оснащён автоматическим приоритетом диафрагмы, а второй — автоматическим приоритетом затвора. Когда первую автоматизированную камеру готовили к серийному производству, предпочтение было отдано именно приоритету диафрагмы. Так в 1971 году на внутреннем японском рынке появилась Asahi Pentax Electro Spotmatic. В том же году для внешнего рынка появилась идентичная камера с сокращённым названием Asahi Pentax ES.

## Некоторые технические характеристики
- Отрабатываемые электронно-управляемым механическим затвором выдержки: B, 8[2][1] — 1/1000 сек (бесступенчато).
- Механические выдержки (доступны в ручном режиме): В,1/1000, 1/500, 1/250, 1/125, и 1/60 сек.
- Выдержка синхронизации — 1/60 сек.
- Фотовспышка может подключаться синхрокабелем: доступны X и FP синхронизация или через «горячий башмак»: доступна только X-синхронизация.
- Нет автоспуска.
- Репетир диафрагмы.
- С объективами SMC Takumar экспозамер производится при открытой диафрагме с передачей предустановленного значения диафрагмы объектива.
- С более ранними объективами экспозамер производится только на рабочей диафрагме, поскольку у этих объективов нет возможности передать значение предустановленной диафрагмы.
- Встроенный TTL-экспонометр (CdS) EV1-18.
- Экспокоррекция −1EV — +2EV с шагом в 1EV.
- Питание электроники камеры от одного элемента 544 (2CR, 1/3N). (Последовательная сборка из четырёх элементов LR44).
- В видоискателе отображаются: состояние элемента питания и стрелка выдержек (показывала значения выдержек только в интервале 1/1000 — 1 сек[4]).
- Фокусировочный экран на основе линзы Френеля c микропризмами
- Чувствительность плёнки вводится с помощью кольца под рулеткой обратной перемотки в диапазоне 20-3200 ASA.
- В ручном режиме электроника камеры выключена и экспоподсказки не отображается.
- Возможность установки электрического лентопротяжного механизма Asahi Pentax Motor Drive.

## Название камеры
Компания Honeywell была эксклюзивным дистрибьютором Asahi Optical в США с 1959 по 1974 год. В связи с этим все камеры Asahi Optical на территории США продавались под торговой маркой Honeywell, что отражалось в логотипе нанесённом на фронтальную часть пентапризмы.